# Studia i Materiały do Historii Wojskowości
Studia i Materiały do Historii Wojskowości – rocznik ukazujący się w latach 1954–2009, początkowo w Warszawie, a następnie w Białymstoku.
Inicjatorem powołania pisma był Stanisław Okęcki. Czasopismo ma profil periodyku naukowego, poświęconego historii wojskowej, kończącej się w przeddzień wybuchu II wojny światowej. W latach 1954–1956 były wydawane przez Komisję Wojskowo-Historyczną MON, w latach 1958–1973 przez Wojskowy Instytut Historyczny. Następne tomy w latach 1976–1994 wydała Komisja Historii Wojskowej Komitetu Nauk Historycznych PAN. W latach 1995–1997 znów rocznik wydawany był przez Wojskowy Instytut Historyczny. W latach 1998–2009 czasopismo wydawał Ośrodek Badań Historii Wojskowej Muzeum Wojska w Białymstoku (tam też mieściła się redakcja). W 2012 pismo zostało zastąpione przez "Studia z Dziejów Wojskowości".

## Zawartość niektórych tomów

### T. 1 1954
- Aktualne zadania nauki wojskowo-historycznej w Polsce
- Adam Korta i Michał Hopman — Działalność dowódcza i wychowawcza Karola Świerczewskiego w latach wojny domowej w Hiszpanii
- Rudolf Švec — Braterstwo broni i idei Armii Czechosłowackiej i Wojska Polskiego
- Stanisław Okęcki — Powstanie warszawskie w świetle analizy położenia operacyjnego na froncie radziecko-niemieckim
- Waldemar Tuszyński — Walki partyzanckie w Lasach Lipskich, Janowskich i Puszczy Solskiej (czerwiec 1944 r.)
- Ignacy Pawłowski — Rewolucyjna działalność SDPRR i SDKPiL wśród wojska na ziemiach b. Królestwa Polskiego w przededniu rewolucji 1905—1907 roku
- Emanuel Halicz — Sprawa chłopska w powstaniu 1863 roku
- Zygmunt Młynarski — Polacy w rumuńskiej Wiośnie Ludów
- Marian Muszkat — Poglądy Wojciecha Jastrzębowskiego, żołnierza powstania listopadowego na sprawę „wiecznego pokoju“
- Franciszka Kruk — Rewolucyjne tradycje armii rosyjskiej w świetle buntu Pułku Siemionowskiego w 1820 roku
- Wacław Zienkiewicz — „Militaria" 1794 roku, ich koleje, wyniszczenie, stan zachowania w naszych archiwach, cz. I
- Leon Tyszyński — Działalność Tadeusza Kościuszki jako inżyniera wojskowego w wojnie o niepodległość Stanów Zjednoczonych
- Jan Wimmer — Wojsko Polskie w przededniu wojny północnej (1699—1702)
- Ilja Miller(inne języki) — Wojna wyzwoleńcza Ukrainy w latach 1648—1654 a lud polski[1]
- Janusz Sikorski — Organizacja obrony polskiego wybrzeża w latach 1632—1648
- Wacław Odyniec — Lądowo-morska obrona wybrzeża polskiego w rejonie Pucka w latach 1626—1629
- Marian Muszkat — Walka polskich myślicieli okresu Odrodzenia przeciwko wojnie zaborczej
- Jerzy Senkowski — Materiały archiwalne do historii organizacji polskiej siły zbrojnej w drugiej połowie XV wieku przechowywane w Archiwum Głównym Akt Dawnych w Warszawie
- Jan Durdík — Źródła dyscypliny wojsk husyckich
- Stefan Maria Kuczyński — Bitwa pod Grunwaldem

### T. 2 1956
- Leszek Podhorodecki — Bitwa pod Warką (7 IV 1656).
- Bohdan Baranowski — Organizacja regularnego wojska polskiego w latach 1655–1660.
- Adam Przyboś — Działalność wojskowa Stefana Czarnieckiego w latach 1656–1660.
- Zbigniew Kuchowicz — Udział dragonii w walce z najazdem szwedzkim w latach 1655–1660.
- Zbigniew Wójcik — Źródła archiwalne dla historii polskiej sztuki wojennej w okresie najazdu Szwedzkiego 1655-1660.
- Tadeusz Nowak — Uwagi o technice budowania mostów polowych w Polsce w XV-XVII w.

### T. 4 1958
- Jan Wimmer — Materiały do zagadnienia liczebności i organizacji armii koronnej w latach 1655–1660.
- Leszek Podhorodecki — Kampania polsko-szwedzka 1659 r. w Prusach i Kurlandii.
- Tadeusz Nowak — Przegląd polskiego piśmiennictwa z dziedziny artylerii do połowy XVII wieku.
- Tadeusz Nowak — Praca Andrzeja dell'Aqua "O zgromadzeniu i szkole puszkarzów".

### T. 5 1960
- Zofia Libiszowska „Wojsko Polskie w XVII w. w świetle relacji cudzoziemskich,
- Tadeusz Nowak „Zagadnienie ujednolicenia sprzętu artylerii i zasady obliczania kalibrów dział w Polsce w połowie XVII w.”,
- Jan Wimmer „Materiały do zagadnienia liczebności i organizacji armii koronnej w latach 1648–1655”,
- Kazimierz Zając „Wojsko Rzeczypospolitej w latach 1668-1673”.
- Zdzisław Spieralski "Geneza i początki hetmaństwa w Polsce".
- Jerzy Ochmański "Organizacja obrony w Wielkim Księstwie Litewskim przed napadami Tatarów Krymskich w XV-XVI wieku".
- Stanisław Okęcki "Niccolo Machiavelli o sztuce wojennej".

### T. 6, 1960
Część 1
- Zdzisław Spieralski — Wymiar służby w pospolitym ruszeniu
- Aleksander Codello — Konfederacja wojskowa na Litwie w l. 1659—1663
- Wiesław Majewski — Podhajce — letnia i jesienna kampania 1667 r.
- Kamilla Mrozowska — Zarys dziejów Szkoły Rycerskiej 1765—1795
- Zdzisław Sułek — Bitwa pod Dubienką 18.VII.1792 r.
- Jan Wimmer — Materiały do zagadnienia organizacji i liczebności armii koronnej w l. 1660—1667
- Seweryn Skrzyński — Inwentarz cekhauzu warszawskiego z 1784 r.
- Seweryn Skrzyński — Inwentarz archiwum artylerii koronnej z 1765 r.
- Janusz Wojtasik — Ordynacja hetmańska dotycząca taktyki wojsk polskich z początku XVIII w.
- Wadim B. Wiłinbachow — Wynalezienie prochu i początki jego zastosowania do celów wojennych
- Jan Pachoński — Wspomnienie o Ignacym Hoffelmeierze rusznikarzu i szabelniku krakowskim (1825—1889)
- Jan Pachoński — Sprawozdanie z działalności sekcji historii wojskowości przy oddziale Polskiego Towarzystwa Historycznego w Krakowie w 1959 r.

Część 2
- Jerzy Teodorczyk — Wyprawa szwedzka z Meklemburgii do Prus Królewskich wiosną 1627 r.
- P. Stok — Bitwa pod Kliszowem w roku 1702
- Andrzej Tomczak — Memoriał Bernarda Pretwicza do króla z 1550 r.
- M. Grodzicka — Zabytkowe działa spiżowe w zbiorach polskich

### T. 7 1961
Część 1
- Ryszard Majewski — Polski wysiłek obronny przed wojną chocimską 1621 r.
- Wiesław Majewski — Bitwa pod Mątwami
- Marian J. Lech — Autorament cudzoziemski wojsk Wielkiego Księstwa Litewskiego w epoce saskiej
- Jan Pachoński — Misja paryska gen. Karola Kniaziewicza
- Władysław Bortnowski — Związek Piotra Wysockiego (1828—1830)
- Władysław Zajewski — Zagadnienie „tajemnicy wojskowej” oraz stosunek wodzów naczelnych do prasy w czasie powstania listopadowego 1830—1831 r.
- Alina Barszczewska, Józef Smiałowski — Z dziejów partyzantki Józefa Zaliwskiego w roku 1833 w Królestwie Polskim
- Tadeusz Nowak — Ze źródeł do dziejów polskiej artylerii koronnej w połowie XVII w.
- Janusz Wojtasik — Uwagi księcia Krzysztofa Zbaraskiego, posła wielkiego do Turcji z 1622 r. — O państwie ottomańskim i jego siłach zbrojnych
- Janusz Kapuścik, Krystyna Szczepańska, Bożena Zielińska — Materiały bibliograficzne za lata 1956—1958

### T. 8 1962
- Maurycy Horn „Chronologia i zasięg najazdów tatarskich w latach 1605-1647”,
- Jan Wimmer „Materiały do zagadnienia liczebności i organizacji armii koronnej w latach 1683-1689”.

### T. 9 1963
Część 1
- Tadeusz Nowak (Warszawa), Artyleria polska do końca XIV w. — problematyka i stan badań 3
- Zdzisław Spieralski (Łódź), Po klęsce bukowińskiej 1497 r. Pierwsze najazdy Turków na Polskę 45
- Tadeusz Nowak (Kraków), Obrona Krakowa przez Stefana Czarnieckiego w roku 1655 59
- Wiesław Majewski (Warszawa), Najazd Tatarów w lutym 1695 r. 125
- Władysław Bortnowski (Łódź), 2 Korpus w powstaniu listopadowym (22. VIII. — 18. IX. 1831) 179
- Jan Wimmer (Warszawa), Materiały do zagadnienia organizacji i liczebności armii koronnej w latach 1690—1696 237

Część 2
- Andrzej Feliks Grabski — Od Poznania do Merseburga (1005—1012) 3
- Jan Pachoński — Polacy w Abruzzach, Apulii i Kalabrii w 1806 r. 33
- Roman Łoś — Generał Józef Longin Sowiński 105
- Władysław Rostocki — Gwardia Narodowa Warszawska 1831 r. 171
- Stefan Przewalski — Bitwa pod Boremlem 15—20. IV. 1831 r. 231
- Eligiusz Kozłowski — Piechota w powstaniu 1863—1864 r. 257
- Tadeusz Nowak — Sprzęt artylerii polskiej XVI wieku w świetle inwentarza z lat 1551—1565 281

### T. 10 1964
- Adam Kersten „Odsiecz Wiedeńska 1619 r.”,
- Leszek Podhorodecki „Kampania chocimska 1621 roku”. cz. 1

### T. 11 1965
- Leszek Podhorodecki „Kampania chocimska 1621 roku” cz. 2

Część 2
- Stefan M. Kuczyński (Łódź), Polskie siły zbrojne za Kazimierza Wielkiego i Andegawenów
- Zdzisław Spieralski (Łódź), Z dziejów wojen polsko-mołdawskich .
- Tadeusz Nowak (Warszawa), Przegląd polskiego piśmiennictwa z dziedziny fortyfikacji i inżynierii wojskowej w XVI—XVIII w.
- Janusz Woliński (Warszawa), Król Jan III Sobieski i Bitwa Wiedeńska 1683 r.
- Jan Pachoński (Kraków), Bitwa pod Maidą 4. VII. 1806 r.
- Kazimierz Krzos (Warszawa), Problem utrzymania wojska i formowania nowej siły zbrojnej w Galicji podczas wojny 1809 roku
- Władysław Bortnowski (Łódź), Partyzantka ludowa i „mała wojna” na obszarach Rosji podczas najazdu Napoleona w 1812 roku .
- Janusz Woliński (Warszawa), Materiały do dziejów wojny polsko-tureckiej 1672—1676 roku
- Emanuel Halicz (Warszawa), Nieznany memoriał Malleta na temat obrony Księstwa Warszawskiego z listopada 1814 r.

### T. 12 1966
Część 1
- Stanisław Herbst, Stan badań nad fortyfikacją nowożytną w Polsce
- Jan Zachwatowicz, Kryteria konserwatorskie ochrony fortyfikacji nowożytnych
- Mieczysław Ptaśnik, Potrzeby i możliwości w dziedzinie ochrony nowożytnych fortyfikacji w Polsce
- Andrzej Gruszecki, Metoda i wyniki badań fortyfikacji bastionowej zamku w Tykocinie
- Jan M. Łobocki, Problemy fortyfikacji nowożytnej w praktyce urbanistycznej na ziemiach Polski historycznej od XVI do przełomu XVIII/XIX w.
- Tadeusz Nowak, Problem stosowania broni palnej przy obronie i zdobywaniu umocnień przez wojska polskie w XVI—XVII w.
- Janusz Bogdanowski, Fortyfikacja austriacka na ziemiach polskich w latach 1850—1914
- Jerzy Stankiewicz, Ze studiów nad fortyfikacjami pruskimi na ziemiach polskich
- Janusz Bogdanowski, Twierdza Koźle. Problem planu w świetle systemu kleszczowego szkoły staropruskiej i szkoły Arad
- Jerzy Stankiewicz, Twierdza Kostrzyn — Zarys dziejów
- Edward Tomczak, Twierdza Toruń
- Andrzej Gruszecki, Twierdze rosyjskie na ziemiach polskich
- Stanisław Szymański, Niezrealizowany rosyjski projekt ufortyfikowania Grodna przed wyprawą Napoleona na Moskwę
- Jan Ciałowicz, Fortyfikacje na ziemiach polskich w czasie pierwszej wojny światowej
- Tadeusz Rawski, Niemieckie umocnienia na ziemiach polskich w latach 1919—1945
- Waldemar Tuszyński, Niemieckie umocnienia przeciwpartyzanckie na ziemiach polskich w latach 1939—1945
- Kazimierz Sobczak, „Festung Warschau” według koncepcji dowództwa niemieckiego jesienią 1944 r.
- Stanisław Szczepański, Wał Pomorski

Część 2
- Janusz Sikorski (Warszawa), „Księgi hetmańskie” Stanisława Sarnickiego na tle piśmiennictwa wojskowego w Polsce XVI w. Część I 3
- Jerzy Teodorczyk (Warszawa), Bitwa pod Gniewem (22.IX.—29.IX.—1.X.1626). Pierwsza porażka husarii 70
- Tadeusz Nowak (Warszawa), Teoretyczne wiedza artyleryjska w Polsce w połowie XVII w. 173
- Andrzej Kamiński (Kraków), Przeciwko Szwedom i Leszczyńskiemu. Działania wojsk rosyjskich na terenie Polski w 1705—1706 r. 230
- Emanuel Halicz (Warszawa), Problem uzbrojenia w powstaniu styczniowym w momencie wybuchu powstania 260
- Janusz Woliński (Warszawa), Materiały do dziejów wojny polsko-tureckiej 1672—1676 274
- Stanisław Marian Zajączkowski (Łódź), W sprawie najazdu litewskiego na Łęczycę w 1294 r. 321
- Zdzisław Spieralski (Łódź), Jeszcze o genezie i początkach hetmaństwa 332

T.13 1967
Część 2
- Stanisław Herbst (Warszawa) Początki Polskiej Wojny Rewolucyjnej 1794 r.  5
- Leszek Podhorodecki (Wołomin). Bitwa pod Kobyłką 26.10.1794 r.  82
- Zbigniew Góralski (Lublin) Misja Lanfreya w Warszawie w 1795 r.  105
- Janusz Wojtasik (Warszawa) Ostatnia rozprawa zbrojna z Turkami i Tatarami w 1698 r. część 2    109
- Janusz Woliński (Warszawa) Materiały do dziejów wojny polsko-tureckiej 1672-1676  184
- Zdzisław Sułek (Warszawa) Protokoły deputacji tajnej wileńskiej 1794 r. część 2   239
- Emanuel Halicz (Warszawa) Dokumenty Hof-haus-staatsarchiv o współpracy policji francuskiej z władzami carskimi  294

### T. 14, 1968
- Tadeusz Nowak — Arsenały artylerii koronnej w latach 1632-1655
- Jan Wimmer — Wojsko i skarb Rzeczypospolitej u schyłku XVI i w pierwszej połowie XVII wieku

### T. 15, 1969
- Wiesław Majewski — Ostatnia kampania Czarnieckiego w 1664 r. Okres wiosenny. Część I

### T. 16, 1970
- Henryk Wisner — Wojna inflancka 1625-1629
- W. Majewski — Ostatnia kampania Czarnieckiego w 1664 r. Okres wiosenny. Część II
- J. Woliński — Materiały do dziejów wojny polsko-tureckiej 1672-1676

### T. 17, 1971
- Henryk Kotarski „Wojsko polsko-litewskie podczas wojny inflanckiej 1576-1582 cz. 1-2,
- Marek Plewczyński „Bitwa pod Byczyną 24 I 1588”.

### T. 18, 1972
- Henryk Kotarski „Wojsko polsko-litewskie podczas wojny finlandzkiej 1576-1582 cz. 3-4

### T. 19, 1973
- A.Stade "Geneza decyzji Karola X Gustawa o wojnie z Polską w 1655 r."
- L.Tersmeden "Armia Karola X Gustawa – zarys organizacji"
- L.Tersmeden "Karola X Gustawa plan kampanii polskiej w 1655 roku. Powstanie planu i jego przeprowadzenie"
- Henryk Wisner "Wojsko litewskie I poł XVII wieku" cz.1
- Tadeusz Nowak "Fortyfikacje i artyleria Kamieńca Podolskiego w XVIII wieku".
- Axel Narberg "Gustaw II Adolf a Polska – studium historiograficzne".
- Hans Landberg "Finansowanie wojny i zaopatrywanie garnizonów. Szwedzki zarząd okupacyjny w Krakowie i Toruniu podczas wojny polskiej Karola X Gustawa".
- Olle Cederlöf "Pejzaże polskie Eryka Dahlberga"

### T. 20, 1976
- Henryk Wisner (Warszawa) — Wojsko litewskie 1 połowy XVII wieku. Cz. II 5
- Leszek Podhorodecki (Warszawa) — Wojna polsko-turecka 1633—1634 r. 27
- Jerzy Stankiewicz (Gdańsk-Oliwa) — System fortyfikacyjny Gdańska i okolicy w czasie wojny 1655—1660 r. 73
- Sven Grauers (Sztokholm) — Stosunek szwedzkich i polskich sił zbrojnych podczas wielkiej wojny północnej 122
- Piotr Unger (Warszawa) — Szkoła Rycerska — założenia i metody wychowawcze 153
- Jan Ziółek (Lublin) — Piechota nowej organizacji w powstaniu listopadowym (z zagadnień mobilizacji) 165
- Stanisław Myśliborski-Wołowski (Grudziądz) — Pomoc materialna społeczeństwa polskiego regencji bydgoskiej dla powstania styczniowego 201
- Adam Dobroński (Białystok) — Dyslokacja wojsk rosyjskich w Królestwie Polskim przed I wojną światową 241
- Tadeusz Marian Nowak (Warszawa) — Rysunki dział zdobytych przez Szwedów w Polsce w XVII i na początku XVIII w. 285
- Jan Wimmer (Warszawa) — Błażeja Lipowskiego pierwszy polski regulamin piechoty 335

### T. 21 1978
- Stanisław Marian Zajączkowski (Łódź), Obowiązki wojskowe wójtów w państwie polskim w okresie monarchii stanowej 3
- Henryk Wisner (Warszawa), Wojsko litewskie I połowy XVII wieku. Cz. III 45
- Zygmunt Walter-Janke (Warszawa), Organizacja Artylerii Koronnej w okresie Powstania Kościuszkowskiego i jej likwidacja 149
- Władysław Karbowski (Warszawa), Niedoszły zamach Jarosława Dąbrowskiego na Cytadelę Warszawską i bój pod Budą Zaborowską (14 kwietnia 1863 r.) 191
- Janusz Wojtasik (Warszawa), Polska myśl wojskowa na emigracji w latach 1864—1871 251
- Materiały polsko-szwedzkiego sympozjum wojskowo-historycznego w 1976 roku 289
- Jerzy Teodorczyk (Warszawa), Polskie wojsko i sztuka wojenna pierwszej połowy XVII wieku 291
- Lars Tersmeden (Sztokholm), Organizacja bojowych i administracyjnych jednostek szwedzkich i rozwój taktyki walki w XVII wieku (do około 1680 roku) 317
- Wiesław Majewski (Warszawa), Polska sztuka wojenna w okresie wojny polsko-szwedzkiej 1655—1660 333
- Gunnar Arteus (Góteborg), Szwedzka taktyka walki podczas wielkiej wojny północnej 347
- Jan Wimmer (Warszawa), Polskie wojsko i sztuka wojenna w czasie wielkiej wojny północnej 359
- Bertil Stjernfelt, Walki o Westerplatte i Hel w roku 1939 szczególnie z niemieckiego wojenno-morskiego punktu widzenia 371

### T. 22 1979
- Jan Szymczak (Łódź), Sposoby zdobywania i obrony grodów w Polsce w okresie rozbicia dzielnicowego
- Tadeusz Marian Nowak (Warszawa), Polska artyleria, inżynieria i kartografia wojskowa XVII w. Teoria i praktyka
- Jan Pachoński (Kraków), Zdobycie przez Polaków Gaety (30 XII 1798 r.)
- Janusz Wojtasik (Warszawa), Uzbrojenie a sztuka wojenna w polskich powstaniach narodowych (1794 – 1864)
- Czesław Grzelak (Warszawa), Rola artylerii polskiej w bitwie pod Raszynem 19 IV 1809
- Adam Dobroński (Białystok), Pobór do armii rosyjskiej i służba w niej żołnierza z Królestwa Polskiego (1907 – 1914)
- Janusz Wojtasik, Mieczysław Wrzosek (Warszawa), ze źródeł do dziejów polskich organizacji wojskowych (1908 – 1914). Część I

### T. 23 1981
- E. Janas, L. Wasilewski "Społeczne aspekty rozwoju husarii w latach 1648-1667 na przykładzie chorągwi hetmana wielkiego koronnego Stanisława Potockiego i wojewody sandomierskiego Władysława Myszkowskiego".

### T. 24 1981
- Zdzisław Sułek (Warszawa), Litewskie sprzysiężenie przedpowstańcze (maj 1793 – marzec 1794) 3
- Mariusz Łukasiewicz (Warszawa), Odbudowa armii Księstwa Warszawskiego po kampanii 1812 r. (grudzień 1812 – styczeń 1813) 37
- Leonard Ratajczyk (Warszawa), Strategiczno-operacyjna rola Warszawy w powstaniu listopadowym 1830—1831 83
- Roman Matuszewski (Warszawa), Fortyfikacje Warszawy 1830 – 1831 107
- Tomasz Kowalczykowski (Łódź), Generał Klemens Kołaczkowski. Działalność wojskowo-inżynieryjna i naukowo-dydaktyczna w latach 1807—1831 137
- Władysłaio Karbowski (Warszawa), Wyprawa morska płk. Teofila Łapińskiego na Żmudź w 1863 r. 167
- Janusz Wojtasik (Warszawa), Problem powstania i walki zbrojnej w ujęciu PPS i SDKPiL w dobie rewolucji 1905—1907 203
- Mariusz Łukasiewicz (Warszawa), Listy szefa sztabu Wielkiej Armii marszałka Aleksandra Berthiera do księcia Józefa Poniatowskiego w 1813 r. 251
- Eugeniusz Kozłowski, Piotr Stawecki (Warszawa), Protokoły z posiedzeń Ścisłej Rady Wojennej i inspektorów armii za lata 1926—1932. Część I 271

### T. 25 1983
- Janusz Sikorski (Warszawa), Z życia i działalności Tadeusza Mariana Nowaka — w 65 rocznicę urodzin 3
- Benon Mickiewicz (Poznań), Podstawowe etapy rozwoju polskich sił zbrojnych do połowy XV w. 27
- Marian Głosek, Bogdan Łuczak (Łódź), Bitwa pod Lubiszewem (17 IV 1577 r) w świetle badań archeologicznych 81
- Roman Matuszewski (Warszawa), Odnowa artylerii koronnej w latach 1764—1789 — organizacja i rekonstrukcja sprzętu 101
- Richard Belostyk (Warszawa-Lille), Budowa fortyfikacji na ziemiach Księstwa Warszawskiego podczas wojny 1806—1807 145
- Leon Antoni Sułek (Lublin), Wojskowy kodeks karny w armii Księstwa Warszawskiego 178
- Michał Klimecki (Warszawa), Przysięga homagialna korpusu oficerskiego wojsk polskich składana po upadku powstania listopadowego 189
- Janusz Wojtasik (Warszawa), Polacy w konfliktach zbrojnych lat sześćdziesiątych i siedemdziesiątych XIX w. 195
- Tadeusz Marian Nowak (Warszawa), Rozwój badań nad historią dawnej (do 1864 r.) artylerii polskiej 248
- Eugeniusz Kozłowski, Piotr Stawecki (Warszawa), Protokoły posiedzeń Ścisłej Rady Wojennej i inspektorów armii za lata 1926—1932. Część II 275
- Janusz Wojtasik (Warszawa). Sympozjum z okazji 100 rocznicy urodzin gen. Władysława Sikorskiego w Wojskowym Instytucie Historycznym 335
- Stefan M. Kuczyński (Warszawa), Szwajcarzy pod Grunwaldem 339
- Jan Szymczak, Grody w Polsce środkowej i zachodniej w okresie rozbicienia dzielnicowego — Benon Miśkiewicz (Warszawa) 342

### T. 26 1983
- Stanisław Aleksandrowicz, Karol Olejnik „Charakterystyka polskiego teatru działań wojennych”.
- Tadeusz Marian Nowak,

"O naukach pomocniczych historii wojskowej"

### T. 27 1984
- Stanisław Marian Zajączkowski (Łódź), Udział ludności wiejskiej w polskiej wojskowości do połowy XV stulecia 3
- Anna Biegańska (Zabrze), Żołnierze szkoccy w dawnej Rzeczypospolitej 81
- Mirosław Nagielski (Warszawa), Gwardia przyboczna Władysława IV (1632—1648) 113
- Janusz Sikorski (Warszawa), Problematyka walki z Turkami w polskiej literaturze wojskowej i politycznej XVI—XVII w. 147
- Jan Wimmer (Warszawa), Planowanie i realizacja odsieczy Wiednia w 1683 r. 157
- Wiesław Szaj (Poznań), Sądownictwo cywilno-wojskowe w okresie Sejmu Czteroletniego 169
- Jan Kosim (Warszawa), Polska organizacja wyzwoleńcza w 2 Gwardyjskim Pułku Ułanów Obrony Krajowej w Berlinie w 1834 r. 177
- Janusz Wojtasik (Warszawa), Ludność polska wobec powstania 1863—1864 217
- Tadeusz Marian Nowak (Warszawa), Problematyka dziejów i główne etapy rozwoju dawnej artylerii polskiej 225
- Antoni Giza (Szczecin), Działania zbrojne wielkiego kryzysu bałkańskiego (1875—1878) i udział w nich Polaków 255
- Jan Rydel (Kraków), Zagadnienie taktyki w wojnie rosyjsko-japońskiej 1904—1905 279
- Tadeusz Wawrzyński (Warszawa), Źródła do dziejów Legionów Polskich, Polskiego Korpusu Posiłkowego i Polskiej Siły Zbrojnej 1914—1918 319

### T. 29 1987
- Janusz Sikorski (Warszawa), Jan Pachoński (1907—1985) 3
- Mateusz Goliński (Wrocław), Fortyfikacje miejskie Wrocławia XIII—XIV w. 23
- Tadeusz Marian Nowak (Warszawa), Z problematyki staropolskiego piśmiennictwa wojskowego 43
- Wiesław Majewski (Warszawa), Działania partyzanckie w dobie „potopu” 1655—1660 73
- Jadwiga Nadzieja (Warszawa), 2 półbrygada polska (114 francuska) na San-Domingo (1803—1804) 83
- Krzysztof Filipow (Białystok), Znak honorowy za długoletnią i nieskazitelną służbę wojskową i cywilną w Królestwie Polskim (1829—1834)109
- Krzysztof Jerzy Szczęsnowicz (Opole), Emigracyjna działalność gen. Wojciecha Chrzanowskiego (1832—1861) 123
- Janusz Wojtasik (Warszawa), Problematyka partyzancka w polskiej myśli wojskowej XIX w 163
- Tadeusz Wawrzyński (Warszawa), Polski Korpus Posiłkowy (1917—1918) 177
- Piotr Stawecki (Warszawa), Wskrzeszenie wojska polskiego na przełomie lat 1918 i 1919 205
- Wacław Ryżewski (Warszawa), Siły polskie i niemieckie w trzecim powstaniu śląskim. Próba analizy porównawczej 235
- Mieczysław Wrzosek (Warszawa), Walki o Górę Sw. Anny w trzecim powstaniu śląskim 247
- Mieczysław Cieplewicz (Warszawa), Służby wojska polskiego w latach 1921—1926 259
- Zdzisław Spieralski, Jana Tarnowskiego Rozmowa o prowadzeniu wojny z Turkami (1542) 287
- Michał Klimecki (Warszawa), Uwagi Tomasza Potockiego o generałach powstania listopadowego 313

### T. 30 1988
- Tadeusz Dubicki, Krzysztof A. Kuczyński (Łódź), Stefan Maria Kuczyński (1904—1985) 3
- Tadeusz Marian Nowak (Warszawa), Z dziejów organizacji badań nad historią wojskową w Polsce Ludowej 19
- Zbigniew Pilarczyk (Poznań), Organizacja obrony Poznania od połowy XIII do końca XVIII w 43
- Mirosław Nagielski (Warszawa), Społeczny i narodowy skład gwardii królewskiej za dwóch ostatnich Wazów (1632—1668) 61
- Janusz Wojtasik (Warszawa), Od Wiednia do Karłowic 103
- Roman Łoś (Toruń), Działalność gen. Józefa Bema podczas powstania listopadowego 117
- Jan Warmiński (Lublin), Losy jeńców rosyjskich w powstaniu listopadowym 157
- Krzysztof J. Szczęsnowicz (Opole), Zasady działania wojsk partyzanckich w koncepcji gen. Wojciecha Chrzanowskiego 185
- Tadeusz Radziwonowicz (Suwałki), Polacy w armii rosyjskiej 1874—1914 209
- Marian Zgórniak (Kraków), Polacy w armii austro-węgierskiej w czasie I wojny światowej 227
- Michał Klimecki (Warszawa), Organizacja i działania oddziałów strzeleckich lipiec—sierpień 1914 247
- Tadeusz Wawrzyński (Warszawa), Rada Pułkowników w Legionach Polskich (luty—wrzesień 1916 r.) 265
- Piotr Łossowski (Warszawa), Ewakuacja niemieckiej Grupy Wojsk „Kijów” z Ukrainy (listopad 1918 — luty 1919) 277
- Marek Jabłonowski (Warszawa), Transport kolejowy i drogowy II Rzeczypospolitej a problem przygotowań wojennych 295
- Jan Wimmer (Warszawa), Wojskowi w Polskim słowniku biograficznym 315
- Tadeusz Marian Nowak (Warszawa), Szwedzkie źródło kartograficzne ukazujące trasę przemarszu armii M. G. de la Gardie ze Żmudzi na Mazowsze w 1655 r. 321

### T. 31, 1989
- Mateusz Goliński (Wrocław) — Broń palna na Śląsku do lat trzydziestych XV w. oraz jej zastosowanie przy obronie i zdobywaniu twierdz 3
- Marek Plewczyński (Warszawa) — Liczebność wojska polskiego za ostatnich Jagiellonów (1506—1572) 27
- Marek Ciara (Warszawa), Konfederacje wojskowe w Polsce w latach 1590—1610 61
- Jadwiga Nadzieja (Warszawa) — Oblężenie Zamościa w 1813 r. 81
- Krzysztof Jerzy Szczęsnowicz (Opole) — Działalność gen. Wojciecha Chrzanowskiego na polu kartografii 109
- Janusz Wojtasik (Warszawa) — Rola Polaków w rewolucyjnej wojnie w Badenii i Palatynacie w 1849 r. 127
- Władysław Karbowski, Finał wyprawy morskiej płk. Teofila Łapińskiego na Żmudź w 1863 r. 153
- Michał Klimecki (Warszawa) — Uwagi o składzie osobowym Legionów Polskich w latach 1916—1917 191
- Józef Wiesław Dyskant (Warszawa) — Wojenna Flotylla Wiślana Polskiej Marynarki Wojennej (grudzień 1918 r. — październik 1925 r.) 203
- Mieczysław Cieplewicz (Warszawa) — Przejście wojska polskiego w 1921 r. na stopę pokojową oraz jego kadry i budżet w pierwszej połowie lat dwudziestych 275
- Krzysztof Filipow (Białystok) — Japońscy oficerowie odznaczeni w okresie międzywojennym Orderem Wojskowym Virtuti Militari 299
- Marek Plewczyński (Warszawa) — Materiały do zagadnienia liczebności i organizacji wojska polskiego w latach 1506—1572 305

### T. 34, 1992
- Zdzisław Spieralski — Geneza i początki obrony potocznej. Studium o wojsku polskim w XV w. 3
- Marek Plewczyński (Warszawa) — Naczelne dowództwo armii koronnej w latach 1501—1572 35
- Marek Wagner (Warszawa) — Podoficerowie armii koronnej w drugiej połowie XVII w. 67
- Mirosław Nagiełski (Warszawa) — Działania zbrojne rokoszu Lubomirskiego w 1665 r. 101
- Janusz Wojtasik (Warszawa) — Społeczeństwo polskie po powstaniu styczniowym wobec * idei walki zbrojnej o niepodległość 149
- Barbara Szordykowska (Gdańsk) — Reformy wojskowe 1878 i 1901 r. w Wielkim Księstwie Finlandzkim. Z dziejów stosunków rosyjsko-fińskich 175
- Krystyna Gomółka (Gdańsk) — Geneza, działalność i rozpad białoruskich oddziałów wojskowych (1917—1920) 185
- Mieczysław Ciepłewicz (Warszawa) — Bronie techniczne wojska polskiego w latach 1921—1926 191
- Zbigniew Karpus, Waldemar Rezmer (Toruń), Służba jeniecka w wojsku polskim w latach 1918—1939 207
- Józef Piłatowicz (Warszawa) — Fabryka karabinów w Warszawie 1918—1939 229
- Zbigniew Pilarczyk (Poznań) — Fortyfikacje obronne Polski w przededniu II wojny światowej 271
- Janusz Miniewicz (Warszawa) — Problem kazamaty pancernej w koncepcji frontu ufortyfikowanego międzyrzeckiego rejonu umocnionego 287
- Mateusz Goliński, Rościsław Żerelik (Wrocław) — Inwentarz uzbrojenia miasta Wrocławia z 1547 r. 301
- Stanisław Życiński (Szczecin) — Karabela w szlacheckich inwentarzach ruchomości doby sarmatyzmu 315
- Marek Zgórniak (Kraków) — Nieznany plan Kamieńca Podolskiego z 1713 r. 321
- Andrzej Nadołski (Łódź) — Egzemplarz „Rocznika Wojskowego Królestwa Polskiego” z dopiskami nieznanego właściciela 327
- Andrzej Aksamitowski (Warszawa) — Sprawozdanie z doświadczeń nad schronami bojowymi, przeprowadzonych w wojsku polskim w 1934 r. 333

### T. 37, 1995
- Mirosław Nagielski — Komput wojsk Rzeczypospolitej na projektowaną kampanię przeciwko Turcji w 1646 r.

### T. 40, 2003
- Mirosław Nagielski — Armia koronna w latach 1651-1653. Armia koronna od Beresteczka do Batohu
- Mirosław Nagielski, T. Ciesielski — Komputy wojska koronnego w latach 1651-1653

### T. 44, 2007
- Krzysztof Filipow (Białystok) - Rocznica 90. urodzin i 60. lecie pracy prof, dr hab. Tadeusza Mariana Nowaka 7
- Tadeusz Marian Nowak (Warszawa) - Stare druki Biblioteki Muzeum Wojska Polskiego w Warszawie 15
- Dorota Pietrzkiewicz (Warszawa) - Rękopisy i stare druki w życiu i pracach profesora Tadeusza Mariana Nowaka 41
- Irena Stasiewicz-Jasiukowa (Warszawa) - Nowe karty do naukowej biografii prof, dra hab. Tadeusza Mariana Nowaka. O działalności Profesora w Komitecie Historii Nauki i Techniki Polskiej Akademii Nauk 51
- Benon Miśkiewicz (Waliszewo) - Podstawowe etapy rozwoju polskiej historiografii wojskowej 63
- Jan Szymczak (Łódź) - Broń strzelcza na polach bitewnych i w warsztatach rzemieślniczych w Polsce średniowiecznej 75
- Marek Plewczyński (Warszawa) - Oblężenie obozu kozackiego pod Lubniami (26.05-7.06.1596 r.) 103
- Mirosław Nagielski (Warszawa) - Z dziejów „ Tańca Gonionego” po Rzeczypospolitej doby rokoszu Jerzego Sebastiana Lubomirskiego z 1665 roku 115
- Bogusław Perzyk (Warszawa) - Pancerne kopuły obserwacyjne w rosyjskiej fortyfikacji stałej do 1914 roku 131
- Estella Gruzdiene (Kowno) - Foreign military misssions activities in Lithuania and other Baltic States in 1919 163
- Michał Klimecki (Toruń) - Wojska rumuńskie na Pokuciu wiosną-latem 1919 r. 173
- Grzegorz Nowik (Warszawa) - „ Cud nad Wisłą ”, „ Cud nad Łydynią ” i ,,Cud nad Wieprzem”, z dziejów polskiego radiowywiadu w 1920 r. 183
- Piotr Stawecki (Warszawa) - Wyzwolenie Pomorza w roku 1920 w świetle akt wojskowych 225
- Andrzej Suchcitz (Londyn) - Generał Maksymilian Eugeniusz Linda - przyczynek do obrony Lwowa w 1920 r. 243
- Waldemar Rezmer (Toruń) - Wojskowo-geograficzne położenie międzywojennej Litwy 249
- Eriks Jekabsons (Ryga) - Zarys współpracy łotewskiego i polskiego wojskowego wywiadu 1919-1939 279
- Piotr Matejuk (Warszawa) - Rozwój zastosowań wojskowych przyrządów optycznych w różnych rodzajach sił zbrojnych 303
- Andrzej Konstankiewicz (Lublin) - Sprzęt artylerii ciężkiej w formacjach Wojska Polskiego (1921-1939) 319
- Hanna Szczechowicz (Włocawek) - Zaiys dziejów 14 Pułku Piechoty 331
- Barbara Kuklik (Białystok) - Projekty reform podziału administracyjnego w latach 1921-1925 337
- Antoni F. Komorowski, Iwona Pietkiewicz (Gdynia) - Historia techniki morskiej: bałtyckie latarniowce 1815-1988 343
- Tadeusz Panecki (Częstochowa) - Rola Akademii Sztabu Generalnego WP w kształceniu kadr dowódczo-sztabowych (1947-1990) 355
- Marek Wagner (Warszawa) - Materiały do biografii Hrechorego Iwanowicza, hetmana kozackiego na Prawobrzeżu, z lat 1682-1689 363
- Bogusław Dybaś (Toruń) - Cztery supliki Jana Strakowskiego z lat 1617-1620. Przyczynek do pracy nowożytnego inżyniera 375
- Krzysztof Filipow (Białystok) - Odznaczenia rosyjskie w początkach XIX w. 389
- Mieczysław Wrzosek (Warszawa) - Dokumenty dotyczące aktywności środowisk polonijnych Szwajcarii w latach 1914-1916 395